# Quatuor à cordes de Webern
Le Quatuor à cordes op. 28 est la dernière oeuvre de musique de chambre du compositeur Anton Webern. C'est aussi la quatrième qu'il écrit pour quatuor à cordes, après son Quatuor de 1905, les 5 mouvements op. 5 (1909) et les 6 bagatelles op. 9 (1911-1913).
Fruit d'une commande de la mécène américaine Elizabeth Sprague Coolidge, l'œuvre est créée le 22 septembre 1938 à Pittsfield par le Quatuor Kolish.

## Structure musicale
Le Quatuor op. 28 se compose de trois mouvements :
1. Mässig (modérément) – un mouvement sous forme de variations.
2. Gemächlich (tranquillement) – de forme ternaire (ABA), les parties extrêmes sont un canon de quatre parties, dont toutes les notes ont la même longueur (mises à part les fluctuations de tempo).
3. Sehr fliessend (très fluide) – un mouvement plus libre contenant plusieurs changements de texture et d'humeur. Dans une lettre à Erwin Stein (en), Webern décrit la partie centrale de ce mouvement comme une fugue.

Comme toutes les œuvres de la maturité de Webern, l'oeuvre est atonale et utilise la technique dodécaphonique. La série utilisée dans cette partition est :
si bémol / la / do / si / ré dièse / mi / do dièse / ré / sol bémol / fa / la bémol / sol
Les quatre premières notes de la série correspondent au motif BACH, suivi de son inversion, puis de sa transposition à la sixte. Elle présente la particularité que son inversion est équivalente à sa permutation rétrograde.
Dans la lettre qui accompagne l'envoi de la partition à Mme Sprague Coolidge, Webern décrit son œuvre comme "purement lyrique" et la compare aux sonates pour piano à deux et trois mouvements de Ludwig van Beethoven.
La partition fut publiée en 1939 par Boosey & Hawkes et fut la dernière pièce éditée du vivant du musicien. Elle a été rééditée en 1955 par Universal Edition.